# Tuba
För andra betydelser, se Tuba (olika betydelser).
Tuba är ett bleckblåsinstrument.  En tuba kan vara stämd i Bess, C, Ess eller F.
Vanligast är bastuban som ibland även kallas blåsbas (då den vanligen tjänar som basinstrument), men andra storlekar inom instrumentfamiljen tubor förekommer, till exempel althorn, barytontuba och eufonium.

## Historik
Under antiken syftade tuba på en rak romersk stridstrumpet. Under medeltiden var tuba sarracenica även en rak trumpet.
Under 1800-talet började det användas om kraftiga bygelhorn, ett kraftigt bygelhorn med 12 ventiler konstruerades 1820 och fick då namnet Bombardon. Bastuban med fem klaffar som är en utveckling av ofikleiden konstruerades 1835.

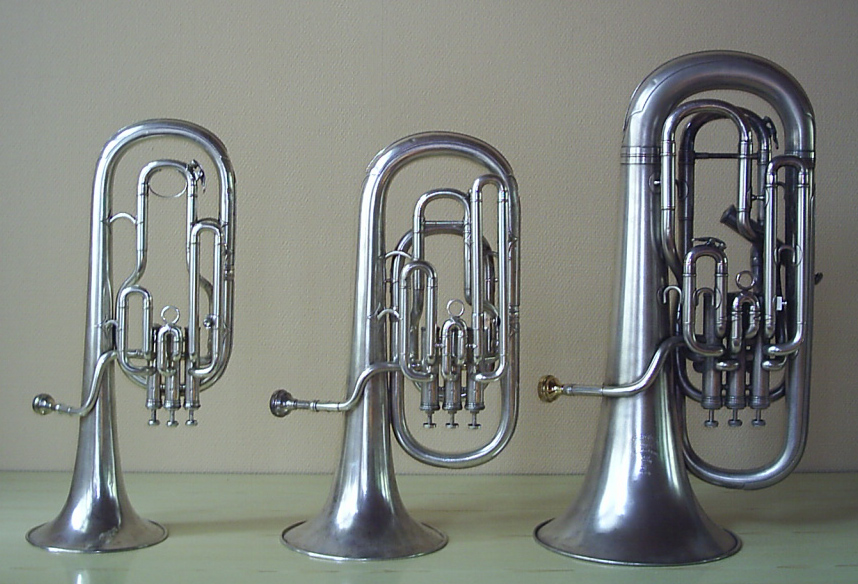
Från vänster: althorn, baryton och eufonium
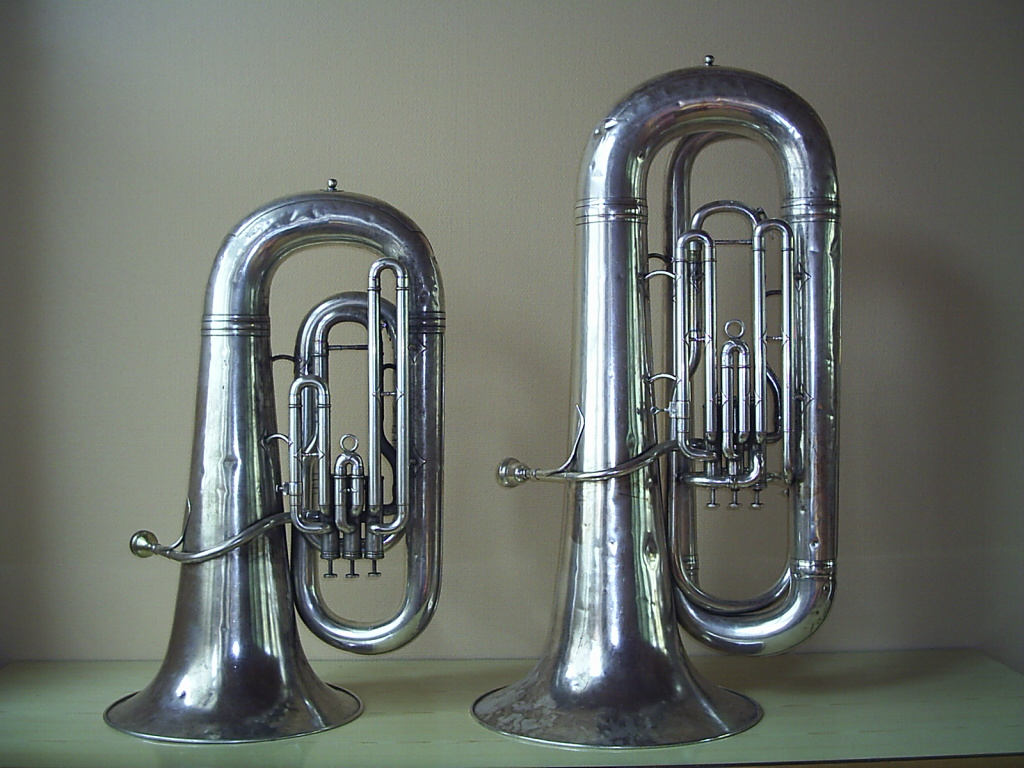
Två bastubor: den vänstra tuban är stämd i Ess (E♭), den högra i Bess (B♭).

| I denna artikel     |
| används tonnamnen   |
| Bess (B♭) och B.    |
| Se olika skrivsätt. |

## Kända tubaister
- Øystein Baadsvik
- George Bruns
- Joseph Cook i Black Dyke Band
- John Fletcher
- Bo Juhlin
- Michael Lind
- Marcus Rojas